# Melegnano
Pour les articles homonymes, voir Marignan.
Melegnano ou Marignan, anciennement Marignano, est une commune de la ville métropolitaine de Milan, en Lombardie, dans le Nord de l'Italie. Elle a été le site de la bataille de Marignan.

## Géographie
Melegnano se trouve à une quinzaine de km au sud-sud est de la ville de Milan. Elle est blottie dans les basses plaines du Pô dans la région du centre-ouest de la Lombardie. La ville est bâtie sur les bords de la rivière Lambro. Elle s'étend sur 4,9 km2 avec une altitude d'environ 100 mètres.

## Histoire

### Bataille de Marignan
Le château de Marignan représentait une forteresse solide et essentielle pour le duché de Milan et par conséquent se vit munir d'une grande importance stratégique et politique. À cette période, Marignan, à la suite de l'invasion des Français en Italie, fut le théâtre de la grande et épique bataille des Géants, qui eut lieu en 1515. Là, les mercenaires de François 1er se confrontèrent à l'armée des cantons suisses, alliés des Habsbourg, luttant contre la suprématie française en Italie.
La bataille fut légendaire et sa renommée se répandit dans toute l'Europe. En effet, il en découla des conséquences importantes ainsi que des changements radicaux locaux, nationaux et internationaux. Maximilien Sforza, duc de Milan, céda le duché de Milan au roi François Ier, et ainsi le Milanais revint à la France. Les treize cantons suisses conclurent une paix perpétuelle avec la France et dès ce moment s’engagèrent à observer une politique de neutralité. De surcroît, après la bataille, un traité fut signé avec Charles Ier, roi d'Espagne, selon lequel les Français gardaient le duché de Milan et les Espagnols celui de Naples. La légende s'empara de la bataille de Marignan : le poète Gian Alberto Bossi raconta comment, avant la bataille, les poussins auraient chanté comme des coqs durant cinq jours entiers. De nombreux artistes furent inspirés par cette bataille : dans l'arsenal du Musée national à Zurich, on peut voir une fresque de Fernand Modler qui dépeint la retraite de l’armée suisse, un bas-relief de la bataille orne le tombeau de François Ier à Saint-Denis. On trouve une représentation de la bataille sur une pièce de monnaie frappée par François 1er, avec l'inscription « Primus domitor Helvetiorum » (Premier vainqueur de la Suisse), ainsi qu'à Versailles, on la trouve représentée sur une peinture de Jean-Honoré Fragonard (1732 - 1806).

### Bataille de Melegnano
Souvent désignée sous le nom moderne de la cité (pour la distinguer du combat plus célèbre qui eut lieu en 1515, la bataille de Marignan), la bataille de Melegnano fut un épisode bref mais sanglant de la Campagne d'Italie de 1859, qui opposa le 8 juin 1859 les Français aux Autrichiens.

## Administration
| Période                                  | Période  | Identité     | Étiquette     | Qualité |
| ---------------------------------------- | -------- | ------------ | ------------- | ------- |
| 29 mai 2007                              | En cours | Vito Bellomo | Centro-Destra |         |
| Les données manquantes sont à compléter. |          |              |               |         |

### Communes limitrophes
San Giuliano Milanese, Colturano, Vizzolo Predabissi, Carpiano, Cerro al Lambro.

### Jumelages
- Bicske (Hongrie) depuis 2007.

## Personnalités liées à Melegnano
- Vincenzo Bettoni 1881-1954, ténor
- Giuseppe Dezza 1830-1898, militaire et homme politique
- Gabriella Capizzi 1983, présentatrice
- Carlo Bescapè, évêque
- Carlo Cornegliani, évêque
- Costantino Caminada, évêque

## Sport
À Melegnano, le sport le plus pratiqué est le football, suivi par le rugby à XV. La commune possède de nombreux gymnases et une école de karaté. Melegnano compte quatre équipes de football, très connues au niveau régional : la U.S. Melegnanese, la A.C. Pro-Melegnano, la USOM Calcio et la SGB Giardino Calcio. Les matchs de football se déroulent dans cinq stades, trois publics et deux privés.